# Ấu miến
Ấu miến (gọi tắt là "miến mỏng") là một loại mì Trung Quốc được sử dụng rộng rãi ở miền Nam Trung Quốc, đặc biệt là trong ẩm thực của Hồng Kông và Quảng Đông. Nó cũng đã được sử dụng một cách chọn lọc trong các món ăn của Thượng Hải, Malaysia và Singapore. Ấu miến cũng được sử dụng trong một số món ăn trong cộng đồng người Hoa ở nước ngoài.

## Mô tả
Sợi mì mỏng thường được làm từ trứng.
Một loại mì mỏng nổi tiếng được gọi là 全蛋麵 (jyutping: cyun4 daan6 min6; bính âm: quán dàn; tạm dịch là "mì nguyên trứng"). Món này này hầu như chỉ được tìm thấy ở Đông và Đông Nam Á, ở những vùng có dân số Trung Quốc khá lớn.

## Trong bữa ăn

### Chuẩn bị
Tùy thuộc vào phong cách ẩm thực, ấu miến có thể được luộc với một số loại nước dùng hoặc xào trong chảo.